# Gowran
Gowran (Gabhrán in irlandese) è un piccolo centro abitato dell'Irlanda, nella contea di Kilkenny, a 12 km da Kilkenny con una popolazione di circa 500 abitanti.
La città fu assediata da Oliver Cromwell, al quale si arrese il 21 marzo 1650.
La cittadina è famosa per l'antica chiesa, St. Mary Church, del XIII secolo arricchita con numerose incisioni e con le tombe della Famiglia Butler, la più importante di tutta la zona.